# Senecio napellifolius
Senecio napellifolius là một loài thực vật có hoa trong họ Cúc. Loài này được Schauer miêu tả khoa học đầu tiên năm 1847.